# Никола Филчев
Никола Филчев Борисов е български юрист, професор, Главен прокурор на България от 18 февруари 1999 до 2006 година. Преди това е последователно съдия във Върховния съд (сега Върховен касационен съд) – наказателна колегия (от януари 1991) и заместник-министър на правосъдието в кабинета на Костов (1997 – 1999), а след изтичането на мандата му като главен прокурор през 2006 г. Филчев е назначен за посланик на Република България в Казахстан, на който пост остава до 2008 г. До 2016 г. е ръководител на катедра „Наказателноправни науки“ в Юридическия факултет на УНСС.

## Произход и образование
Никола Филчев е роден през 1948 г. в град Варна. В родния си град завършва химически техникум. Поради силно развиващата се през онова време химическа промишленост в родния му град, след завършване на средното си образование, Филчев продължава образованието си във Висшия химикотехнологичен институт (днес ХТМУ), по-късно обаче се прехвърля в Юридическия факултет на Софийския университет, където се дипломира като юрист през 1972 г.

## Кариера
Година след завършването си (1973 г.), Никола Филчев постъпва като съдия във Варненския районен съд. Редом с практиката, той се насочва и към научна дейност. От 1977 г. е и научен сътрудник в Института за правни науки при БАН.
Защитава докторска дисертация по наказателно право през 1986 г. Хабилитира се през 1990 г. като доцент по наказателно право, едновременно с това е и заместник-председател на Специализирания научен съвет по правни науки при БАН. От януари 1991 г. се издига до съдия във Върховния съд на Република България – I наказателно отделение. Чете лекции по наказателно право в Юридическия факултет на УНСС от 1996 до 2017 г. Директор е на Научноизследователски център за наказателно правосъдие, криминология и криминалистика, функциониращ при същия факултет. Специализирал е в Русия и Германия. През 2000 г. е удостоен с почетното звание „доктор хонорис кауза“ на Юридическата академия в Одеса. Назначен е за главен прокурор през 1999 г., като приема поста от Иван Татарчев. По време на мандата му публични личности го обвиняват в авторитарно управление, а Висшият съдебен съвет иска оставката му.
След приключването на мандата му е изпратен посланик в Казахстан, въпреки замесването му в няколко обществени скандала.
Професор по наказателно право, автор на над шестдесет публикации (монографии, студии, статии), посветени на съучастието в престъплението, способа (формата) на извършване на престъпното деяние, криминализацията на деянията, разграничението на наказателната отговорност и други.